# 希姆羅德 (紐約州)
希姆羅德（英語：Himrod）是位於美國紐約州耶芝縣的非建制地區。

## 歷史
希姆羅德的郵局自1865年營運至今。

## 地理
希姆羅德所處的海拔為高於海平面243米（即797英呎），而該地所採用的時區為UTC-5，即北美东部时区（EST）。同時該地設有夏令時間，為UTC-5調快一小時，即UTC-4（EDT）。